# رحيم ستيرلينغ
رحيم شاكيل ستيرلينغ (بالإنجليزية: Raheem Shaquille Sterling)؛ مواليد 8 ديسمبر 1994) هو لاعب كرة قدم إنجليزي من أصل جامايكي يلعب في مركز الجناح والوسط الهجومي مع نادي أرسنال في الدوري الإنجليزي الممتاز على سبيل الإعارة من نادي تشيلسي ويلعب أيضاً مع المنتخب الإنجليزي.
ولد ستيرلينغ في جامايكا، لأبوين جامايكيين وانتقل إلى لندن في سن الخامسة. بدأ مسيرته المهنية في كوينز بارك رينجرز قبل أن يتعاقد معه ليفربول في عام 2010. حصل على جائزة الفتى الذهبي في عام 2014. في يوليو 2015، بعد نزاع طويل حول عقده الجديد، تم التوقيع معه من قبل مانشستر سيتي في رسوم انتقال يُقال بأنها بلغت 49 مليون جنيه إسترليني، وهي أعلى رسوم انتقال يتم دفعها للاعب إنجليزي آنذاك. ساهم في مساعدة مانشستر سيتي على الفوز بلقب الدوري الإنجليزي الممتاز في موسمي 2017–18 و2018–19. في موسم 2018–19، تم اختياره ضمن فريق العام من اتحاد لاعبي كرة القدم المحترفين وفاز بجائزة أفضل لاعب شاب في إنجلترا وجائزة أفضل لاعب في إنجلترا من اتحاد كتاب كرة القدم.
ستيرلينغ كان مؤهلًا أيضًا لتمثيل جامايكا، لكنه فضل إنجلترا. لعب ستيرلينغ لأول مرة مع إنجلترا في نوفمبر 2012 بعد أن سبق له وأن لعب سابقًا من قبل فرق الفئات السنية لإنجلترا في تحت 16 سنة وتحت 17 سنة وتحت 19 سنة وتحت 21 سنة. تم اختياره للمشاركة مع إنجلترا في كأس العالم 2014 و2018 وبطولة أمم أوروبا 2016 و2020.

## النشأة
وُلد ستيرلينغ في حي مافيرلي في كينغستون، جامايكا، وأمضى سنواته الأولى هناك. كانت والدته، نادين كلارك، لاعبة رياضية تنافسية في فريق ألعاب القوى الوطني الجامايكي؛ ينسب لها ستيرلينغ الفضل في أسلوبه الفريد في الجري. قُتل والده في جامايكا عندما كان ستيرلينغ يبلغ من العمر عامين. في سن الخامسة، هاجر إلى نيسدن في لندن مع والدته، والتحق بمدرسة كوبلاند في ويمبلي، شمال غرب لندن. بسبب مشاكله السلوكية، أمضى ستيرلينغ ثلاث سنوات في فيرنون هاوس، مدرسة متخصصة في نيسدن.

## مسيرته الكروية

### بدايته المبكرة
أمضى ستيرلينغ أربع سنوات مع فريق الشباب المحلي ألفا وأوميغا قبل التوقيع مع كوينز بارك رينجرز، في سن العاشرة، كجناح. تم اكتشاف سترلينغ بعد ذلك من قبل أكاديميات أرسنال وتشيلسي وفولهام وليفربول ومانشستر سيتي. ومع ذلك، شجعته والدته على عدم اختيار النوادي في المنطقة هربًا من ثقافة العصابات المعادية في لندن.

### ليفربول

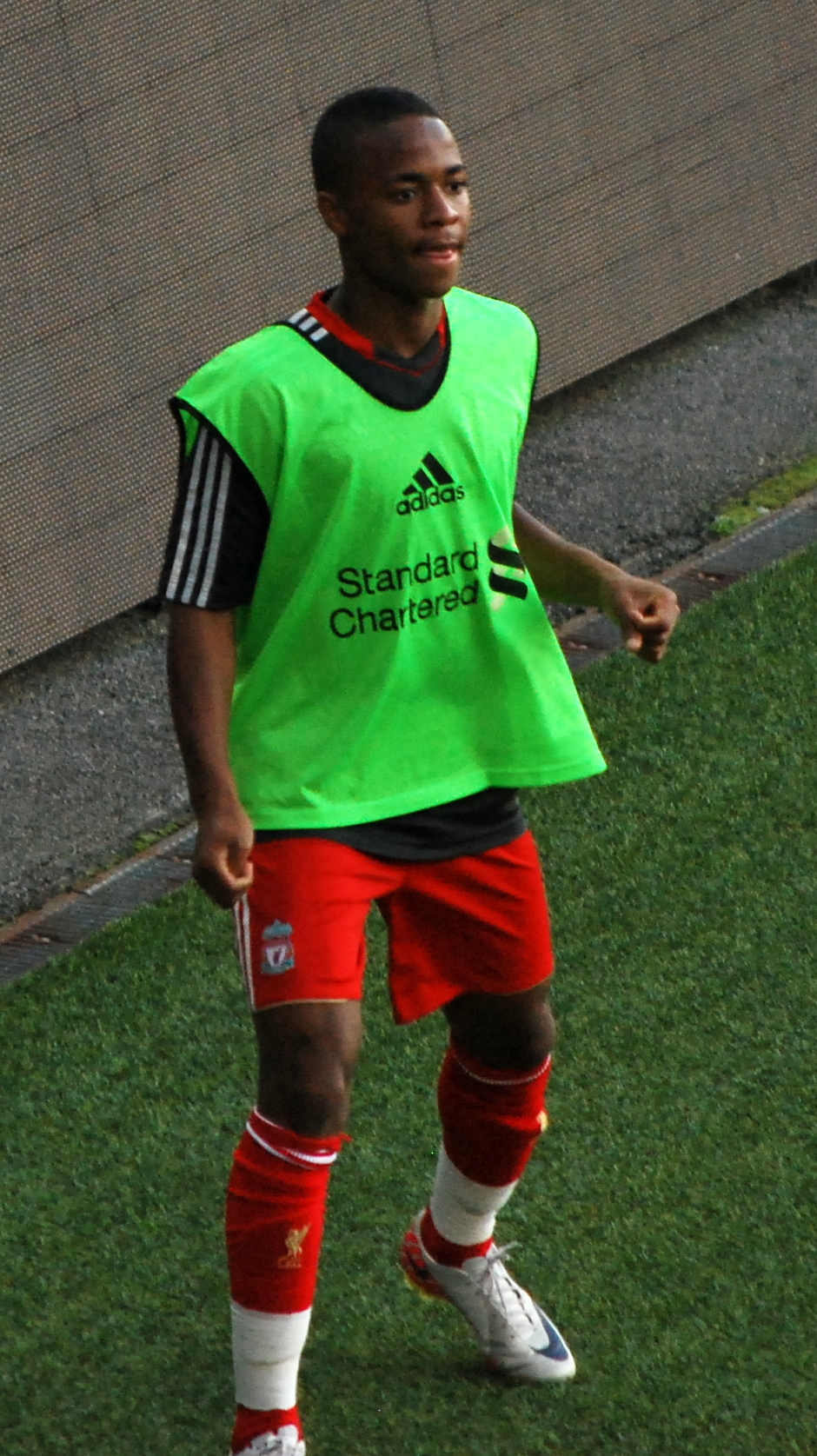
ستيرلينغ يُسخّن مع ليفربول في 2011

وقع نادي ليفربول مع ستيرلينغ من أكاديمية كوينز بارك رينجرز في فبراير 2010 من قبل المدير الفني رافاييل بينيتيز مقابل رسم أولي قدره 600 ألف جنيه إسترليني، مع إمكانية ارتفاع ما يصل إلى 5 ملايين جنيه إسترليني بناءً على عدد مرات الظهور في الفريق الأول.
تم التوقيع مع ستيرلينغ من قبل ليفربول من أكاديمية كوينز بارك رينجرز في فبراير 2010 من قبل مدير الأكاديمية آنذاك فرانك ماكبارلاند ورافاييل بينيتيز، مقابل رسوم أولية قدرها 450 ألف جنيه إسترليني، مع إمكانية زيادة ما يصل إلى 2 مليون جنيه إسترليني اعتمادًا على عدد مرات مشاركته مع الفريق الأول.
لعب في البداية في فريق شباب النادي، حيث شارك لأول مرة في مباراة ديربي تحت 18 سنة ضد إيفرتون. سجل ستيرلينغ هدفه الأول لليفربول في مباراة ودية ضد هيبرنيان، والتي انتهت بالتعادل 2–2. كانت أول مباراة له في الدوري الأكاديمي الممتاز [الإنجليزية] هي التعادل 2–2 ضد أستون فيلا، مع فوزه الأول على أرضه أمام بريستول سيتي بعد أسبوع. في 15 ديسمبر، سجل هدفًا في كأس الاتحاد الإنجليزي للشباب في الفوز 4–0 على نوتس كاونتي. في 14 فبراير 2011، سجل ستيرلينغ خمسة أهداف في الفوز 9–0 على ساوثيند يونايتد.
في 24 مارس 2012، شارك ستيرلينغ لأول مرة مع ليفربول كبديل في مباراة بالدوري ضد ويغان أتلتيك، وكان يبلغ من العمر وقتها 17 عامًا و107 يومًا، ليصبح ثالث أصغر لاعب يلعب للنادي. لقد شارك في مباراتين كبديل مرة أخرى خلال الفترة المتبقية من الموسم.

#### 2012–14: تطوره وسطوع نجمه
في أغسطس 2012، شارك لأول مرة في أوروبا مع النادي، حيث دخل كبديل في مباراة تصفيات الدوري الأوروبي ضد غوميل، ليحل محل جو كول في الفوز 1–0 خارج الأرض. في الأسبوع التالي، سجل ستيرلينغ هدفه الأول مع الفريق الأول بهدف في الشوط الأول في مباراة ودية ضد باير ليفركوزن. في 23 أغسطس 2012، شارك كأساسي لأول مرة له مع ليفربول في مباراة تصفيات الدوري الأوروبي خارج ملعبه أمام هارت في الفوز 1–0. لعب أول مباراة له في الدوري بعد ثلاثة أيام في التعادل 2–2 على ملعب أنفيلد أمام مانشستر سيتي. لعب 90 دقيقة كاملة في الخسارة أمام أرسنال في 2 سبتمبر، والتعادل مع سندرلاند في 15 سبتمبر، حيث مرر تمريرة حاسمة واحدة واُختير أفضل لاعب في المباراة. في 19 سبتمبر، كان ستيرلينغ واحدًا من مجموعة المراهقين الذين سافروا إلى سويسرا للعب ضد يانغ بويز في مباراة بالمجموعات في الدوري الأوروبي. حل محل ستيوارت داونينغ في الشوط الثاني حيث فاز ليفربول 5–3. في 20 أكتوبر، سجل ستيرلينغ هدفه الرسمي الأول مع ليفربول في الدقيقة 29 منال فوز 1–0 بالدوري ضد ريدنغ بتسديدة من على حافة منطقة الجزاء. ونتيجة لذلك، أصبح ثاني أصغر لاعب يسجل في مباراة رسمية مع ليفربول، خلف مايكل أوين فقط.

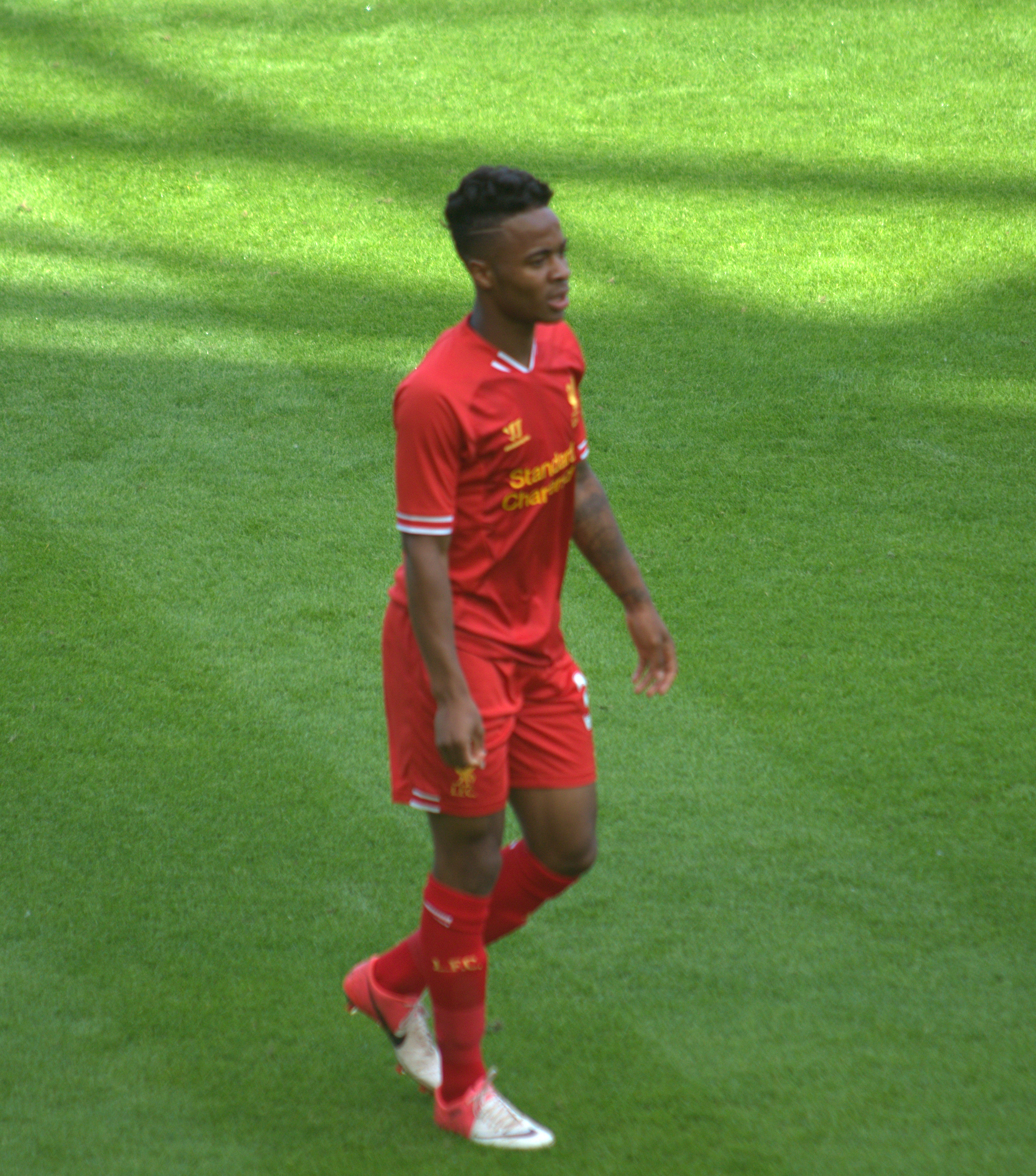
ستيرلينغ يلعب مع ليفربول في 2013

في 21 ديسمبر 2012، وقع ستيرلينغ على تمديد العقد، والزم مستقبله مع ليفربول. سجل هدفه الثاني في الدوري للنادي في 2 يناير 2013، وافتتح التسجيل في الفوز 3–0 ضد سندرلاند بضربة رأس على الحارس سيمون مينيوليه.
في 27 أغسطس 2013، سجل ستيرلينغ هدفه الأول لموسم 2013–14، وهو الهدف الافتتاحي ضد نوتس كاونتي في الفوز 4–2 في كأس الرابطة. في 4 ديسمبر، سجل ستيرلينغ هدفه الأول في الدوري الإنجليزي الممتاز لهذا الموسم مع ليفربول في الفوز 5–1 على نورويتش سيتي. مستواه في ديسمبر جعله يسجل هدفين آخرين في الانتصارات ضد توتنهام هوتسبير (5–0) وكارديف سيتي (3–1). في 8 فبراير 2014، سجل هدفين في فوز 5–1 على أرسنال في آنفيلد. في 13 أبريل، سجل هدف ليفربول الافتتاحي في الفوز 3–2 على مانشستر سيتي. بعد أسبوع، سجل هدفين وصنع آخر حيث فاز ليفربول 3–2 على نورويتش سيتي في ملعب كارو رود.
في 18 أبريل 2014، تم اختيار ستيرلينغ كواحد من ستة لاعبين في القائمة المختصرة لجائزة أفضل لاعب شاب في إنجلترا. حصل على لقب أفضل لاعب في ليفربول لشهر أبريل. في نهاية الموسم، حصل على جائزة أفضل لاعب شاب في ليفربول.

#### 2014–15: موسمه الأخير مع ليفربول
في 17 أغسطس 2014، سجل ستيرلينغ هدفًا ليساعد ليفربول في الفوز بمباراتهم الافتتاحية لموسم 2014–15، بفوزه 2–1 على أرضه أمام ساوثهامبتون في أنفيلد. في 31 أغسطس، سجل ستيرلينغ الهدف الأول في الفوز 3–0 في الدوري على توتنهام على ملعب وايت هارت لين واُختير أفضل لاعب في المباراة. حصل ستيرلينغ على لقب أفضل لاعب في ليفربول لشهر أغسطس.

في 16 سبتمبر، شارك ستيرلينغ لأول مرة في دوري أبطال أوروبا بفوزه 2–1 على بطل بلغاريا لودوغورتس رازغراد في آنفيلد. في 14 ديسمبر 2014، شارك في المباراة رقم 100 له مع ليفربول في مباراة ضد مانشستر يونايتد على ملعب أولد ترافورد. في 17 ديسمبر، سجل ستيرلينغ هدفين في الفوز 3–1 أمام بورنموث على دين كورت في ربع نهائي كأس رابطة الأندية الإنجليزية المحترفة.

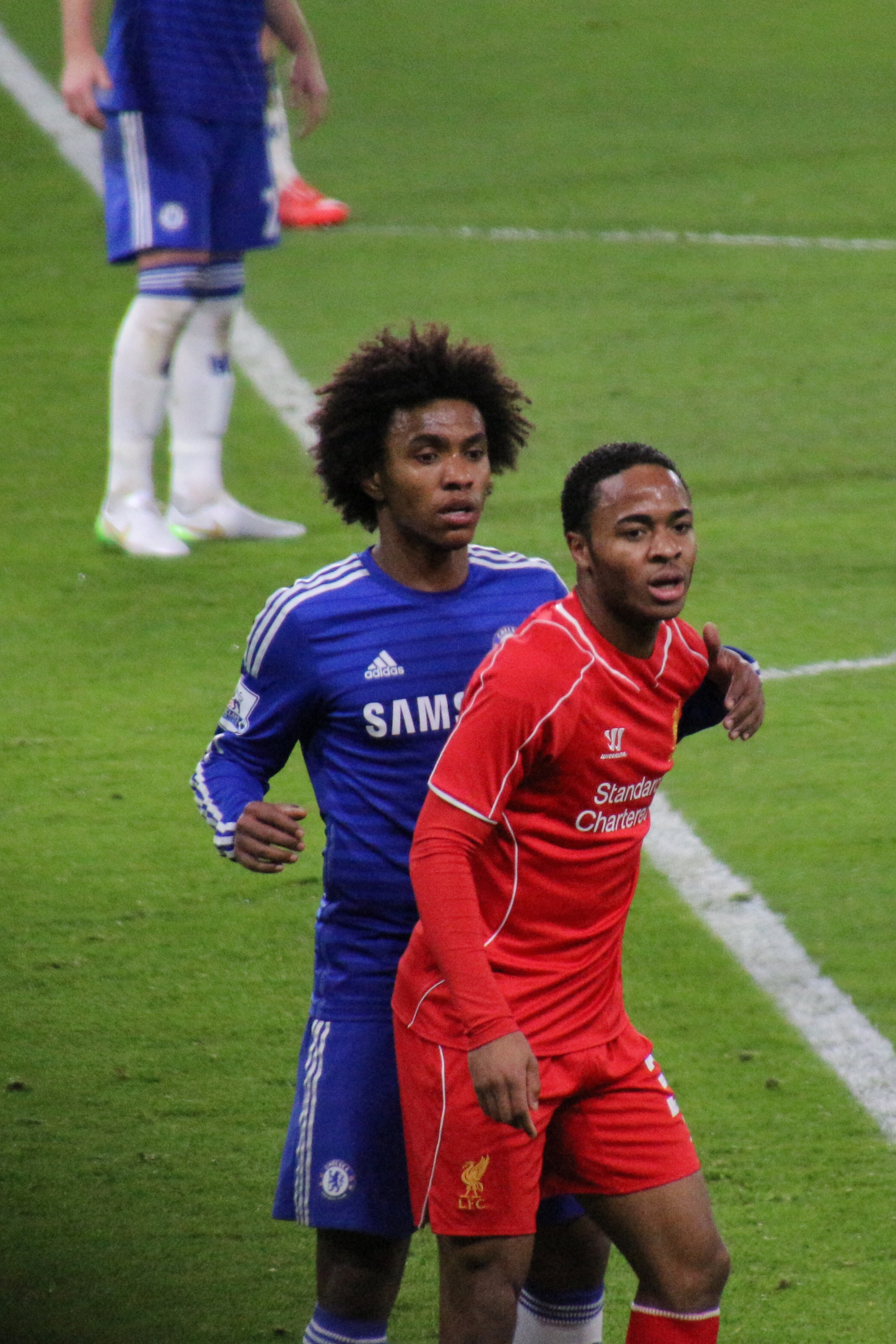
ستيرلينغ (يمين) يلعب مع ليفربول في 2015

في 20 ديسمبر، تم اختيار ستيرلينغ على أنه الفائز بجائزة الفتى الذهبي لعام 2014. وقال عند استلامه للجائزة: «يعود ذلك إلى العمل الجاد. أنا سعيد حقًا لأن الناس أدركوا أنني أحاول العمل بجد وأبذل قصارى جهدي من أجل نادي كرة القدم هذا. أنا ممتن حقًا لهذه الجائزة». تم إعفاء ستيرلينغ رسميًا من مباراة ليفربول في كأس الاتحاد ضد ويمبلدون في يناير 2015، حيث كان المدرب بريندان رودجرز يهدف إلى منع اللاعب من الإرهاق. استغل الوقت لقضاء عطلة في جامايكا.
في 20 يناير 2015، سجل ستيرلينغ هدفًا منفردًا رائعًا ضد تشيلسي في التعادل 1–1 في ذهاب نصف نهائي كأس رابطة الأندية على ملعب آنفيلد، متجاوزًا نيمانيا ماتيتش وغاري كاهيل قبل أن يسدد على مرنى تيبو كورتوا لتسكن الكرة الشباك. في 31 يناير، سجل ستيرلينغ الهدف الأول في الفوز 2–0 على وست هام يونايتد. في 4 فبراير، سجل ستيرلينغ هدف التعادل ضد بولتون واندررز على ملعب ماكرون في الفوز 2–1 خارج الديار لصالح ليفربول. في 22 فبراير، سجل الهدف الثاني لليفربول في الفوز 2–0 على ساوثهامبتون.
في 13 أبريل، افتتح ستيرلينغ التسجيل في الفوز 2–0 على نيوكاسل يونايتد. حصل على جائزة أفضل لاعب شاب في الفريق في 19 مايو للسنة الثانية على التوالي، وعند استلام الجائزة، تم إطلاق صيحات الاستهجان من قبل المشجعين بسبب رفضه لتجديد عقده؛ كما تعرض لصيحات الاستهجان في 7 يونيو، بينما كان يلعب لمنتخب إنجلترا في دبلن. في 16 أبريل 2015، للسنة الثانية على التوالي، تم اختياره كواحد من ستة لاعبين في القائمة المختصرة لجائزة أفضل لاعب شاب في إنجلترا.

#### خلافات العقد
في 9 فبراير 2015، قال بريندان رودجرز إن ستيرلينغ عُرض عليه «صفقة رائعة» للبقاء في ليفربول، ويشاع أنه عقده جديد بقيمة 100.000 جنيه إسترليني في الأسبوع، لكنه صرح أيضًا أن ليفربول «بالتأكيد ليس ناديًا ذاهبًا إلى يفسح المجال، أعلى بكثير مما يستحقه اللاعب في وقت معين من حياته المهنية». ومع ذلك، في 20 مارس، قال رودجرز إن وضع عقد ستيرلينغ لن يتم حله حتى الصيف على الأقل.
في 1 أبريل، أجرى ستيرلينغ مقابلة غير مصرح بها مع بي بي سي، حيث أكد أنه رفض صفقة جديدة، لكنه نفى أن يكون ذلك لأسباب تتعلق بالمال. كان لديه عامين من عقد بقيمة 35.000 جنيه إسترليني أسبوعيًا متبقيًا وقال إنه لن يتفاوض على عقد جديد حتى نهاية الموسم. بعد أربعة أيام، انتقد بريندان رودجرز مستشاري ستيرلينغ (إيدي وارد) في مقابلة، قائلاً: «أنت لست فتى يبلغ من العمر 20 عامًا وتلتقط الهاتف وتطلب التحدث إلى البي بي سي. أنت لا تفعل ذلك. هو على وجه الخصوص. لكن، بالطبع، إذا طُلب منه أن يفعل ذلك من قبل أطراف أخرى، فهذا ما سيفعله».
في 21 مايو، وسط شائعات بأن ستيرلينغ ينوي مغادرة النادي، أجرى وارد مقابلة مع لندن ايفينينغ ستاندرد قائلاً: «لا يهمني العلاقات العامة للنادي ووضع النادي... هو بالتأكيد لن يوقع. لن يوقع على 700 جنيه استرليني، 800 جنيه استرليني، 900 ألف جنيه استرليني أسبوعيا».
في 11 يونيو، ورد أن ليفربول رفض عرضًا أوليًا بقيمة 30 مليون جنيه إسترليني من مانشستر سيتي. بعد أسبوع واحد، ورد أنهم رفضوا عرضًا ثانيًا من السيتي مقابل 40 مليون جنيه إسترليني، مع تقدير ليفربول لستيرلينغ بـ50 مليون جنيه إسترليني. وبحسب ما ورد طلب ستيرلينغ في وقت لاحق استبعاده من جولة ليفربول قبل الموسم إلى آسيا، وغاب عن التدريبات لمدة يومين بسبب المرض، والذي قوبل بانتقادات واسعة النطاق من لاعبي ليفربول السابقين، بما في ذلك ستيفن جيرارد وجيمي كاراغر وغرايم سونيس.

### مانشستر سيتي
في 12 يوليو 2015، تم الاتفاق على صفقة انتقال ستيرلينغ إلى مانشستر سيتي مقابل 44 مليون جنيه إسترليني، مع إمكانية إضافية بقيمة 5 ملايين جنيه إسترليني كإضافات، خاضعة للشروط الشخصية والطبية، مما يجعله أغلى لاعب إنجليزي في التاريخ. في 14 يوليو، انضم ستيرلينغ رسميًا إلى مانشستر سيتي، حيث وقع عقدًا مدته خمس سنوات. شارك لأول مرة في 10 أغسطس، حيث بدأ مع بداية الموسم بالفوز على مضيفه وست بروميتش ألبيون. بعد تسعة عشر يومًا، سجل ستيرلينغ هدفه الرسمي الأول مع مانشستر سيتي في مباراة الفوز 2–0 أمام واتفورد على ملعب مدينة مانشستر. سجل ستيرلينغ أول هاتريك في مسيرته المهنية في مباراة فوز السيتي على بورنموث 5–1 في 17 أكتوبر.

#### 2015–16: تحطيم الأرقام القياسية في الانتقال وموسمه الأول

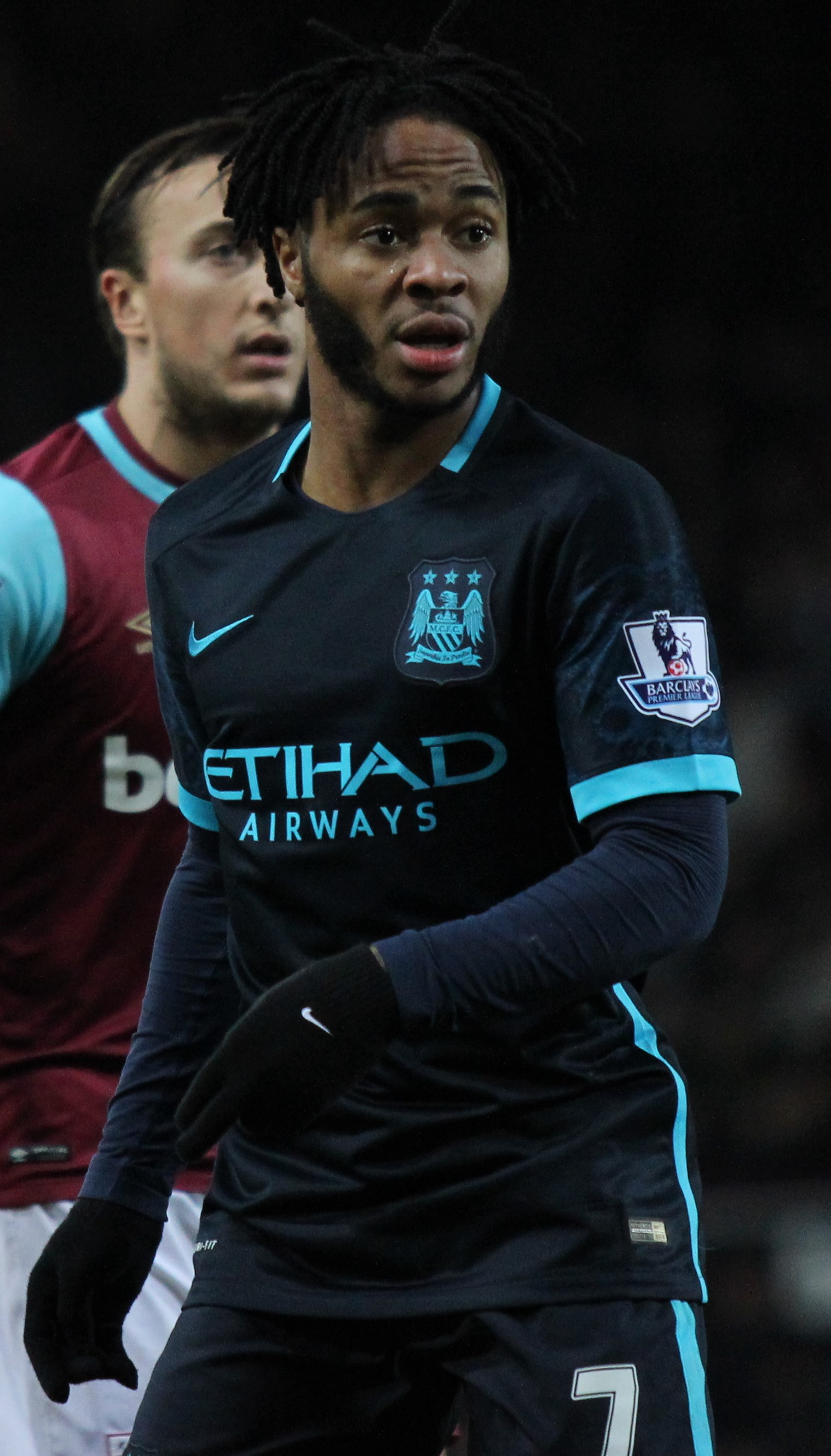
ستيرلينغ يلعب مع مانشستر سيتي في 2016

في 12 يوليو 2015، تم الاتفاق على صفقة لانتقاله إلى مانشستر سيتي مقابل 44 مليون جنيه إسترليني مبدئيًا، مع 5 ملايين جنيه إسترليني إضافية، وفقًا للشروط الشخصية والطبية، مما جعله أغلى لاعب إنجليزي في التاريخ. في 14 يوليو، انضم ستيرلينغ رسمياً إلى مانشستر سيتي، ووقع عقدًا مدته خمس سنوات. لعب مباراته الأولى في 10 أغسطس، حيث شارك كأساسي مع السيتي بفوزه 3–0 خارج ملعبه على وست بروميتش ألبيون. بعد تسعة عشر يومًا، سجل ستيرلينغ هدفه الرسمي الأول لمانشستر سيتي في الفوز 2–0 على واتفورد على ملعب مدينة مانشستر. سجل ستيرلينغ أول هاتريك في مسيرته عندما فاز السيتي على بورنموث 5–1 في 17 أكتوبر.
في 3 نوفمبر، سجل ستيرلينغ هدفه الأول في دوري أبطال أوروبا في الفوز 3–1 خارج ملعبه على إشبيلية. في 8 ديسمبر، سجل هدفين في الدقائق العشر الأخيرة من مباراة السيتي الأخيرة في دور المجموعات ضد بوروسيا مونشنغلادباخ، مما ساعد في تحويل التأخر 2–1 إلى فوز 4–2 وضمن تفوق السيتي على يوفنتوس في ترتيب المجموعة. في 20 مارس 2016، تعرض لإصابة في الفخذ في الخسارة 1–0 أمام غريمه مانشستر يونايتد، وتم استبعاده لمدة 8 أسابيع. في النهاية فقد استيرلينغ مكانه في التشكيلة الأساسية.

#### 2016–18: النجاح الجماعي والفردي
شارك ستيرلينغ بانتظام لمانشستر سيتي تحت قيادة بيب غوارديولا في المباريات الافتتاحية لموسم 2016–17. كان لاعب الشهر في الدوري الإنجليزي الممتاز لشهر أغسطس 2016 بعد أن سجل هدفين وقدم تمريرة حاسمة في ثلاث مباريات. في 21 فبراير 2017، سجل ستيرلينغ المباراة الافتتاحية قبل أن يصنع هدفًا لسيرخيو أغويرو في الفوز 5–3 على أرضه أمام موناكو في دوري أبطال أوروبا.
في 26 أغسطس 2017، سجل ستيرلينغ هدف الفوز في الفوز 2–1 خارج ملعبه على بورنموث في الوقت المحتسب بدل الضائع. تم طرده من قبل مايك دين بالبطاقة الصفراء الثانية بعد أن احتفل بين المشجعين المتجولون الذين ركضوا إلى أرض الملعب. في 29 نوفمبر 2017، سجل ستيرلينغ هدف الفوز في الدقيقة 96 ضد ساوثهامبتون في الفوز 2–1 على أرضه. سجل هدفه الثامن عشر والأخير في الدوري هذا الموسم خلال فوز 5–0 على سوانزي سيتي في 22 أبريل 2018، وهو أكبر عدد له في هذه المرحلة في مسيرته.

#### 2018–19: ثلاثية السيتي المحلية
بعد رحلة إنجلترا في كأس العالم، عاد ستيرلينغ فورًا إلى التشكيلة الأساسية لمانشستر سيتي. في 12 أغسطس 2018، بعد أقل من شهر خسارة إنجلترا 2–0 أمام بلجيكا في مباراة تحديد المركز الثالث، سجل ستيرلينغ الهدف الافتتاحي في فوز مانشستر سيتي 2–0 خارج أرضه أمام أرسنال. كان هدف ستيرلينغ رقم 50 في الدوري الإنجليزي الممتاز. في 4 نوفمبر 2018، سجل ستيرلينغ هدفين وصنع هدفين في الفوز 6–1 على ساوثهامبتون على أرضه، وسجل هدفه الخمسين لمانشستر سيتي في جميع المسابقات. في نوفمبر 2018، وقع على تمديد لمدة ثلاث سنوات لإبقائه في السيتي حتى عام 2023.
في ديسمبر 2018، زعم ستيرلينغ أن أقسامًا من وسائل الإعلام عملت على «تأجيج العنصرية» بتصويرها للاعبي كرة القدم الشباب من السود. ظهرت التعليقات بعد أن تعرض ستيرلينغ لانتهاكات عنصرية مزعومة خلال هزيمة السيتي 2–0 أمام تشيلسي.
بدأ عام 2019 بفوزه 2–1 على ليفربول، حيث صنع هدف الفوز لليروي ساني. في 6 يناير 2019، سجل هدفًا وصنع هدفًا في الفوز 7–0 على روثرهام، ليحجز مكانه في الدور الرابع. في 20 يناير 2019، سجل هدفًا ليقود السيتي للفوز 3–0 على هدرسفيلد تاون. في 3 فبراير 2019، صنع هدفين لسيرخيو أغويرو في الفوز على أرسنال 3–1، مما ساعد سيتي على التحرك بنقطتين خلف ليفربول. في 10 فبراير 2019، سجل هدفين ليهزم تشيلسي 6–0 على ملعب الاتحاد. في 20 فبراير 2019، في مباراة الذهاب بدوري أبطال أوروبا ضد شالكه، سجل هدف الفوز في الدقيقة 90 بفوزهم 3–2. في نهائي كأس رابطة الأندية الإنجليزية المحترفة 2019 24 فبراير 2019، سجل ركلة الترجيح التي ضمنت الفوز في ركلات الترجيح ليفوز بالكأس. في الشهر التالي، سجل هاتريك لأول مرة منذ 2015 في غضون 13 دقيقة – أسرع هاتريك لهذا الموسم – ليحقق الفوز 3–1 على واتفورد. سجل مرة أخرى في مباراة الإياب من مباراة مان سيتي في دوري أبطال أوروبا ضد شالكه ليساعد النادي على تحقيق فوز 7–0 (10–2) ومعادلة الرقم القياسي لأكبر فارق فوز في مرحلة خروج المغلوب من المسابقة. في 17 أبريل 2019، سجل ستيرلينغ هدفين واُلغي هدفه الثالث وهدف الفوز في مجموع المباراتين في الوقت المحتسب بدل الضائع في فوز مانشستر سيتي 4–3 على توتنهام هوتسبير في ربع نهائي دوري أبطال أوروبا مباراة الإياب، لكنهم خرجوا بأهداف خارج أرضهم بعد خسارتهم 1–0 في مباراة الذهاب. في 18 مايو 2019، سجل ستيرلينغ هدفين ليقود مانشستر سيتي للفوز على واتفورد 6–0 في نهائي كأس الاتحاد الإنجليزي 2019 ليحقق ثلاثية محلية.
في موسم 2018–19، تم اختياره ضمن فريق العام من اتحاد لاعبي كرة القدم المحترفين وفاز بجائزة أفضل لاعب شاب في إنجلترا وجائزة أفضل لاعب في إنجلترا من اتحاد كتاب كرة القدم.

#### موسم 2019–20
في درع الاتحاد الإنجليزي 2019 ضد ليفربول في 4 أغسطس، سجل ستيرلينغ الهدف الافتتاحي للمباراة في التعادل النهائي 1–1؛ فاز مانشستر سيتي في النهاية باللقب 5–4 بركلات الترجيح. في المباراة الافتتاحية لمانشستر سيتي من الدوري الإنجليزي الممتاز 2019–20، سجل ستيرلينغ هاتريك في الشوط الثاني – الهاتريك الثالث له في السنة التقويمية – في مباراة الفوز 5–0 خارج أرضه أمام وست هام يونايتد، مما وضعهم في صدارة جدول الترتيب بعد مباراة واحدة. في 22 أكتوبر 2019، سجل ستيرلينغ أول هاتريك له في دوري أبطال أوروبا في الفوز 5–1 على أتالانتا من مرلحة المجموعات لموسم 2019–20.
في فبراير 2020، خلال مقابلة مع أس، سُئل ستيرلينغ عما إذا كان يرغب يومًا ما في اللعب لريال مدريد. وردا على ذلك، أوضح ستيرلينغ أنه «لا أحد يعرف ما سيحمله المستقبل. أنا لاعب وأنا منفتح دائمًا على التحديات، لكن التحدي الآن هو في السيتي وأنا سعيد حقًا».
في 11 يوليو 2020، سجل ستيرلينغ ثالث هاتريك له هذا الموسم في الفوز 5–0 خارج ملعبه على برايتون. سجل هاتريك آخر في آخر ثلاث مباريات بالدوري هذا الموسم، وانتهى الدوري بمجموع 20 هدفًا في الدوري، وهو أفضل حصيلة تهديفية له على الإطلاق في الدوري الإنجليزي الممتاز.
في 7 أغسطس 2020، سجل الهدف الافتتاحي في الفوز 2–1 على أرضه أمام ريال مدريد، مما أخرجهم من دوري أبطال أوروبا في دور الـ16. وكان هدفه رقم 100 مع السيتي في جميع المسابقات، ليصبح أول لاعب إنجليزي يصل إلى هذا الرقم للنادي منذ دينيس تويرت [الإنجليزية] في عام 1981. في 15 أغسطس 2020، خسر مانشستر سيتي 3–1 أمام ليون في ربع نهائي دوري أبطال أوروبا، حيث أهدر ستيرلينغ فرصة هدف لتعادل النتيجة، حيث كانت النتيجة 2–1 عن لليون.

#### موسم 2020–21
في 7 فبراير 2021، سجل ستيرلينغ هدفًا في الفوز 4–1 خارج أرضه على فريقه السابق ليفربول، ليبلغ هدفه رقم 100 مع مانشستر سيتي تحت قيادة بيب غوارديولا في جميع المسابقات. في 29 مايو 2021، لعب في نهائي دوري أبطال أوروبا 2021، عندما خسر مانشستر سيتي 1–0 ضد تشيلسي.

## مسيرته الدولية

### الفئات السنية
تزامنت مسيرة ستيرلينغ الدولية مع تقديم «اتفاقية الأمم المتحدة». لم يكن حتى سبتمبر 2009 عندما وافقت الفيفا على مقترحات اتحادات كرة القدم الإنجليزية وأيرلندا الشمالية واسكتلندا وويلز لتحديث الاتفاقية، مما يسمح للاعبين الذين تعلموا في بلادهم لمدة خمس سنوات أو أكثر بأن يصبحوا مؤهلين لمنتخبهم الوطني. مثّل ستيرلينغ لأول مرة إنجلترا في مستوى تحت 16 سنة في نوفمبر 2009 في مباراة ضد أيرلندا الشمالية. عند الحديث عن إمكانية اللعب مع جامايكا، قال ستيرلينغ: «عندما يتعلق الأمر بهذا القرار، فهذا هو الوقت الذي سأقرر فيه، ولكن إذا دعتني جامايكا، فلما لا؟».
وقد تم اختيار ستيرلينغ للعب لمنتخب إنجلترا لنهائيات كأس العالم تحت 17. سجل هدفا بعيد المدى في فوز إنجلترا الافتتاحي 2–0 على رواندا في باتشوكا. كما سجل هدفاً ضد الأرجنتين في الدور الثاني في مباراة فازت فيها إنجلترا 4–2 بركلات الترجيح. في 10 سبتمبر 2012، تم استدعاء ستيرلينغ إلى تشكيلة إنجلترا الأولى لأول مرة في مباراة تصفيات كأس العالم 2014 ضد أوكرانيا، حيث كان بديلاً لم يُشارك. في أوائل أكتوبر اُستدعي للمرة الأولى إلى صفوف منتخب بلاده تحت 21 سنة وأول مباراة له كبديل خلال مباراة ضد صربيا في 16 أكتوبر. وسجل أول هدف له مع منتخب إنجلترا تحت 21 سنة في 13 أغسطس 2013، في الفوز 6–0 ضد إسكتلندا.

### المنتخب الأول

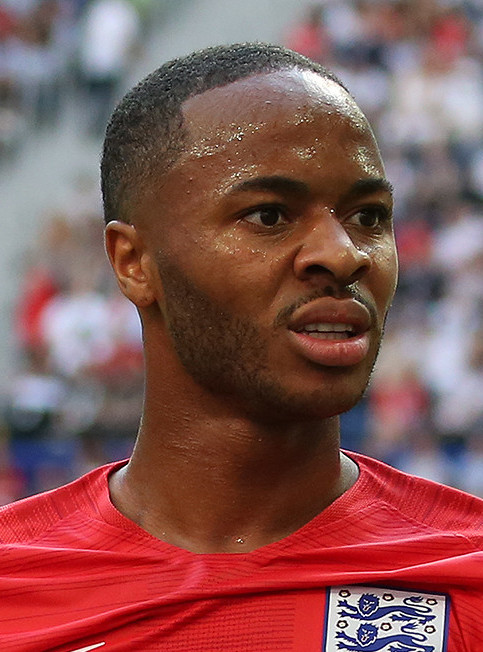
ستيرلينغ يلعب مع إنجلترا في كأس العالم 2018

شارك ستيرلينغ في أول مباراة له مع إنجلترا في 14 نوفمبر 2012، حيث بدأ في مباراة ودية أمام السويد. في 5 مارس 2014، لعب ستيرلينغ ثان مباراة له واُختير رجلاً للمباراة حيث فازت إنجلترا على الدنمارك 1–0 في مباراة ودية على ملعب ويمبلي.
في 12 مايو 2014، تم اختيار ستيرلينغ في تشكيلة إنجلترا المكونة من 23 لاعباً لكأس العالم 2014. في مباراة ودية قبل البطولة في 4 يونيو، ضد الإكوادور في ميامي في مباراته الرابعة، انزلق ستيرلينغ على أنتونيو فالنسيا، الذي رد بقبض عنق ستيرلينغ؛ كلاهما تلقى بطاقات حمراء بسبب أفعالهما. أعتذر فالنسيا في وقت لاحق عن ردة فعله. في 14 يونيو، شارك ستيرلينغ كأساسي في المباراة الافتتاحية للمجموعات، حيث خسر 2–1 أمام إيطاليا في ماناوس، وصُنف كأفضل لاعب في الفريق من قبل بي بي سي.
في 27 مارس 2015، سجل ستيرلينغ هدفه الأول مع منتخب إنجلترا في 4–0 تصفيات بطولة أمم أوروبا 2016 ضد ليتوانيا على ملعب ويمبلي. في 9 أكتوبر 2015، سجل ستيرلينغ هدفه الثاني في التصفيات بفوزه 2–0 على إستونيا، وبحلول ذلك الوقت كان الفريق قد تأهل بالفعل. كان واحداً من 23 لاعباً تم اختيارهم للبطولة النهائية.
تم اختياره في تشكيلة منتخب إنجلترا المكونة من 23 لاعباً لكأس العالم 2018.
بعد سلسلة من 27 مباراة بدون أي هدف مع إنجلترا، سجل ستيرلينغ هدفين في مباراة المجموعات في دوري الأمم الأوروبية ضد إسبانيا في 15 أكتوبر 2018. وواصلت إنجلترا لتفوز بالمباراة 3–2.
سجل ستيرلينغ أول هاتريك له مع إنجلترا في 22 مارس 2019 في الفوز 5–0 على جمهورية التشيك على ملعب ويمبلي في تصفيات بطولة أمم أوروبا 2020.
في أكتوبر 2019، سجل ستيرلينغ ثنائية في هزيمة بلغاريا 6–0. هدف ستيرلينغ الأول في المباراة يعني أنه عادل الرقم القياسي المشترك بين إريك بروك وفرانسيس لي كأكثر لاعبين سجلا أهداف مع إنجلترا وهما يلعبان مع مانشستر سيتي (10). هدف ستيرلينغ الثاني في المباراة يعني أنه أصبح صاحب الرقم القياسي الوحيد في هذا الصدد (على الرغم من أن هدفه الثاني في المباراة كان هدفه الثاني عشر في إنجلترا بشكل عام، إلا أنه كان الحادي عشر له كلاعب في مانشستر سيتي).
في نوفمبر 2019، تم استبعاد ستيرلينغ من المنتخب الإنجليزي بعد اشتباكه مع زميله الدولي وغريمة المحلي جو غوميز.

#### يورو 2020
في 13 يونيو 2021، سجل ستيرلينغ هدف المباراة الوحيد في مرمى كرواتيا ليبدأ مشوار إنجلترا في بطولة أمم أوروبا 2020 بنجاح. في 22 يونيو، سجل أيضًا الهدف الوحيد في الفوز 1–0 على جمهورية التشيك ليساعد إنجلترا على احتلال صدارة المجموعة د. في 29 يونيو، سجل الهدف الأول ضد ألمانيا في دور الـ 16؛ حيث فازت إنجلترا بالمباراة 2–0 وصعدت إلى ربع النهائي.

## أسلوب لعبه
يلعب ستيرلينغ كجناح أو لاعب خط وسط مهاجم أو مهاجم، على الرغم من أنه يشعر براحة أكبر كجناح طبيعي. تم الإشادة بستيرلينغ لقدرته على التكيف وقدرته على اللعب على نطاق واسع، عند طرف الألماسة في خط الوسط والمركزي، مما يوفر المرونة. اشتهر بسرعته، وانخفاض مركز جاذبيته، ومهاراته في المراوغة، وقد تمت مقارنة ستيرلينغ بأليكسيس سانشيز من قبل مديره السابق بريندان رودجرز. كما أشاد به رودجرز لتقديمه «تهديدًا حقيقيًا»، واستخدامه للسرعة مع رباطة الجأش ونضجه. على الرغم من قامته الصغيرة، إلا أنه يمتلك أيضًا قوة كبيرة في الجزء العلوي من الجسم، مما يساعده على مواجهة التحديات، والاحتفاظ بالاستحواذ.
قال تشافي، لاعب وسط برشلونة السابق، في نوفمبر 2014، إن ستيرلينغ جيد بما يكفي للعب مع نادي الدوري الإسباني، مشيدًا بصفاته البدنية والفنية. في أبريل 2015، كتب فيل ماكنولتي، كاتب العمود في بي بي سي سبورت، أن ستيرلينغ «جيد جدًا مع إمكانية أن يكون متميزًا» لكنه ظل «عملًا قيد التقدم» بسبب العروض غير المتسقة. وكتب أيضًا: «لقد أنعم الله عليه بالسرعة الطبيعية التي تجعل حتى أفضل الدفاعات والمدافعين يتراجعون خطوة إلى الوراء».

## حياته الشخصية

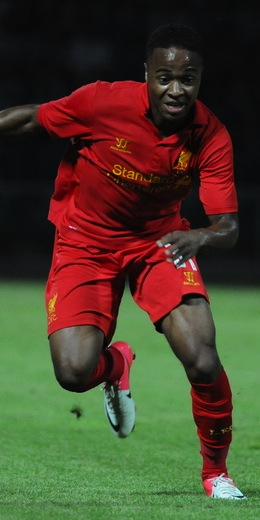
رحيم سترلينج يلعب مع نادي ليفربول ضد إف سي جوميل

في عام 2013، نقلاً عن تأثير والدته، نُقل عن ستيرلينغ قوله إنه «لم يكن متديناً بنسبة 100% ولكن إيماني قوي. عندما يحين الوقت، سأكون مسيحيًا بالكامل». وأضاف أنه يؤمن بالله وأنه يصلي بانتظام. لديه ابنة واحدة، ميلودي روز، ولدت عام 2012 بعد علاقة قصيرة. يأتي اسمه الأوسط شاكيل من جدته التي كانت تعيش في أمريكا في ذلك الوقت وأرادت تسميته بعد شاكيل أونيل.
في 8 أغسطس 2013، تم القبض على ستيرلينغ بتهمة الاعتداء المشترك المزعوم على صديقته السابقة، عارضة الأزياء. وأدين في محكمة الصلح في ليفربول في 20 سبتمبر، عندما لم يتمكن صاحب الشكوى من تقديم أدلة ثابتة. قبل بضعة أشهر، في 20 مايو 2013، تم إسقاط تهمة الاعتداء العام على امرأة مختلفة بعد فشل شاهد في المثول أمام المحكمة.
في أبريل 2015، التقطت صحيفة صنداي ميرور [الإنجليزية] صورة ستيرلينغ بزعم أنه يُدخن الشيشة، وزعمت صحيفة ذا صن أنه يستنشق أكسيد النيتروس لأغراض ترفيهية. قال المدرب بريندان رودجرز، «لا أعتقد أنه شيء يجب عليك القيام به، فالأمر بهذه البساطة... اللاعبون الشباب يرتكبون أخطاء. طالما أنهم يتعلمون منهم، فهذا هو المهم».
في يونيو 2017، بعد حريق برج غرينفيل الذي قتل فيه 71 شخصًا، قدم ستيرلينغ تبرعًا «كبيرًا» للمتضررين من الحريق.
في 16 ديسمبر 2017، تعرض ستيرلينغ لهجوم خارج ملعب تدريب مانشستر سيتي من قبل رجل استخدم لغة عنصرية تجاهه. بعد أربعة أيام، اعترف كارل أندرسون البالغ من العمر 29 عامًا، وهو من مثيري الشغب في كرة القدم، بأنه مذنب بارتكاب اعتداء عنصري مشدد وحكم عليه بالسجن 16 أسبوعًا وغرامة قدرها 100 جنيه إسترليني. أشادت الغارديان بمرونة ستيرلينغ وشجاعته في اتخاذ قرار باللعب بعد أربع ساعات فقط.
ستيرلينغ لديه وشم بندقية إم 16 على ساقه، وتلقى انتقادات من جماعات مناهضة للعنف، ردا على ذلك قال ستيرلينغ إن للوشم معنى أعمق وأشار إلى والده الذي قُتل عندما كان ستيرلينغ يبلغ من العمر عامين. كانت هناك انتقادات لكيفية قيام وسائل الإعلام البريطانية، مثل ذا صن، بالتغطية والتعامل مع ستيرلينغ بمقالات تعتبر غير عادلة وعنصرية من قبل النقاد بمن فيهم إيان رايت.
تم اختيار ستيرلينغ كواحد من أكثر 100 بريطاني أسود تأثيرًا، مع إدراجه في قائمة باورليست السنوية في كل من إصداري 2020 و2021.
في 21 أغسطس 2020، حضر ستيرلينغ حفلة للاحتفال بعيد ميلاد يوسين بولت الرابع والثلاثين. رقص الضيوف، الذين لم يرتدوا الكمامات، في ساحة مفتوحة على أنغام مغني الريغي الجامايكي كوفي أغنية «إقفال تام» (بالإنجليزية: Lockdown). حتى قبل التأكيد على أن اختبار بولت إيجابي لمرض فيروس كورونا في 24 أغسطس واضطر إلى عزل نفسه في منزله، نُصح ستيرلينغ بالعزل الذاتي أيضًا بعد تعرضه المحتمل للفيروس.
تم تعيين ستيرلينغ كعضو رتبة الإمبراطورية البريطانية (MBE) في عيد ميلاد 2021 تكريما لخدماته في المساواة العرقية بالرياضة.

## الرعاية
في عام 2012، وقع ستيرلنج صفقة رعاية مع شركة نايكي الأمريكية لتوريد الملابس والمعدات الرياضية. ظهر في إعلان عن Nike Green Speed II الجديدة إلى جانب ماريو غوتزه، وثيو والكوت، وإدين هازارد، وكريستيان إريكسن، وستيفان الشعراوي في نوفمبر 2012. في يناير 2013، قدم تصميم Nike Mercurial Vapor IX الجديد. في مايو 2021 أعلن أنه وقع عقدًا متعدد السنوات مع نيو بالانس، وسيرتدي حذاء Furon v6 +.

## الإحصائيات

### النادي
آخر تحديث 18 ديسمبر 2024.
| النادي         | الموسم   | الدوري           | الدوري | الدوري  | كأس الاتحاد | كأس الاتحاد | كأس الدوري | كأس الدوري | أوروبا | أوروبا  | أخرى   | أخرى    | المجموع | المجموع |
| النادي         | الموسم   | الدرجة           | الظهور | الأهداف | الظهور      | الأهداف     | الظهور     | الأهداف    | الظهور | الأهداف | الظهور | الأهداف | الظهور  | الأهداف |
| -------------- | -------- | ---------------- | ------ | ------- | ----------- | ----------- | ---------- | ---------- | ------ | ------- | ------ | ------- | ------- | ------- |
| ليفربول        | 2011–12  | الدوري الإنجليزي | 3      | 0       | 0           | 0           | 0          | 0          | —      | —       | —      | —       | 3       | 0       |
| ليفربول        | 2012–13  | الدوري الإنجليزي | 24     | 2       | 1           | 0           | 1          | 0          | 10     | 0       | —      | —       | 36      | 2       |
| ليفربول        | 2013–14  | الدوري الإنجليزي | 33     | 9       | 3           | 0           | 2          | 1          | —      | —       | —      | —       | 38      | 10      |
| ليفربول        | 2014–15  | الدوري الإنجليزي | 35     | 7       | 5           | 1           | 4          | 3          | 8      | 0       | —      | —       | 52      | 11      |
| ليفربول        | المجموع  | المجموع          | 95     | 18      | 9           | 1           | 7          | 4          | 18     | 0       | —      | —       | 129     | 23      |
| مانشستر سيتي   | 2015–16  | الدوري الإنجليزي | 31     | 6       | 2           | 1           | 4          | 1          | 10     | 3       | —      | —       | 47      | 11      |
| مانشستر سيتي   | 2016–17  | الدوري الإنجليزي | 33     | 7       | 5           | 1           | 1          | 0          | 8      | 2       | —      | —       | 47      | 10      |
| مانشستر سيتي   | 2017–18  | الدوري الإنجليزي | 33     | 18      | 2           | 1           | 3          | 0          | 8      | 4       | —      | —       | 46      | 23      |
| مانشستر سيتي   | 2018–19  | الدوري الإنجليزي | 34     | 17      | 4           | 3           | 3          | 0          | 10     | 5       | 0      | 0       | 51      | 25      |
| مانشستر سيتي   | 2019–20  | الدوري الإنجليزي | 33     | 20      | 4           | 1           | 5          | 3          | 9      | 6       | 1      | 1       | 52      | 31      |
| مانشستر سيتي   | 2020–21  | الدوري الإنجليزي | 31     | 10      | 3           | 1           | 4          | 2          | 11     | 1       | —      | —       | 49      | 14      |
| مانشستر سيتي   | 2021–22  | الدوري الإنجليزي | 30     | 13      | 3           | 1           | 2          | 0          | 12     | 3       | 0      | 0       | 47      | 17      |
| مانشستر سيتي   | المجموع  | المجموع          | 225    | 91      | 23          | 9           | 22         | 6          | 68     | 24      | 1      | 1       | 339     | 131     |
| تشيلسي         | 2022–23  | الدوري الإنجليزي | 28     | 6       | 0           | 0           | 1          | 0          | 9      | 3       | —      | —       | 38      | 9       |
| تشيلسي         | 2023–24  | الدوري الإنجليزي | 31     | 8       | 6           | 1           | 6          | 1          | —      | —       | —      | —       | 43      | 10      |
| تشيلسي         | المجموع  | المجموع          | 59     | 14      | 6           | 1           | 7          | 1          | 9      | 3       | —      | —       | 81      | 19      |
| أرسنال (إعارة) | 2024–25  | الدوري الإنجليزي | 6      | 0       | 0           | 0           | 3          | 1          | 2      | 0       | —      | —       | 11      | 1       |
| الإجمالي       | الإجمالي | الإجمالي         | 385    | 123     | 38          | 11          | 39         | 12         | 96     | 27      | 1      | 1       | 560     | 174     |

1. ↑  المباريات في الدوري الأوروبي
2. ↑  ست مباريات في دوري أبطال أوروبا، مباراتين في الدوري الأوروبي
3. 1 2 3 4 5 6 7 8 9  المباريات في دوري أبطال أوروبا
4. ↑  المباراة في درع الاتحاد الإنجليزي

### المنتخب
آخر تحديث 3 يوليو 2021.
| المنتخب الوطني | العام   | الظهور | الأهداف |
| -------------- | ------- | ------ | ------- |
| إنجلترا        | 2012    | 1      | 0       |
| إنجلترا        | 2014    | 12     | 0       |
| إنجلترا        | 2015    | 7      | 2       |
| إنجلترا        | 2016    | 9      | 0       |
| إنجلترا        | 2017    | 6      | 0       |
| إنجلترا        | 2018    | 12     | 2       |
| إنجلترا        | 2019    | 9      | 8       |
| إنجلترا        | 2020    | 2      | 1       |
| إنجلترا        | 2021    | 8      | 4       |
| المجموع        | المجموع | 66     | 17      |

### الأهداف الدولية
آخر تحديث 3 يوليو 2021.
قائمة الأهداف والنتائج مع منتخب إنجلترا الأول.
| #  | التاريخ        | المكان                                          | م. | الخصم          | الهدف | النتيجة | المسابقة                       | م.      |
| -- | -------------- | ----------------------------------------------- | -- | -------------- | ----- | ------- | ------------------------------ | ------- |
| 1  | 27 مارس 2015   | ملعب ويمبلي، لندن، إنجلترا                      | 14 | ليتوانيا       | 3–0   | 4–0     | تصفيات بطولة أمم أوروبا 2016   | [ 198 ] |
| 2  | 9 أكتوبر 2015  | ملعب ويمبلي، لندن، إنجلترا                      | 18 | إستونيا        | 2–0   | 2–0     | تصفيات بطولة أمم أوروبا 2016   | [ 199 ] |
| 3  | 15 أكتوبر 2018 | ملعب بينيتو فيامارين، إشبيلية، إسبانيا          | 46 | إسبانيا        | 1–0   | 3–2     | دوري الأمم الأوروبية 2018–19 أ | [ 200 ] |
| 4  | 15 أكتوبر 2018 | ملعب بينيتو فيامارين، إشبيلية، إسبانيا          | 46 | إسبانيا        | 3–0   | 3–2     | دوري الأمم الأوروبية 2018–19 أ | [ 200 ] |
| 5  | 22 مارس 2019   | ملعب ويمبلي، لندن، إنجلترا                      | 48 | جمهورية التشيك | 1–0   | 5–0     | تصفيات بطولة أمم أوروبا 2020   | [ 201 ] |
| 6  | 22 مارس 2019   | ملعب ويمبلي، لندن، إنجلترا                      | 48 | جمهورية التشيك | 3–0   | 5–0     | تصفيات بطولة أمم أوروبا 2020   | [ 201 ] |
| 7  | 22 مارس 2019   | ملعب ويمبلي، لندن، إنجلترا                      | 48 | جمهورية التشيك | 4–0   | 5–0     | تصفيات بطولة أمم أوروبا 2020   | [ 201 ] |
| 8  | 25 مارس 2019   | ملعب مدينة بودغوريتسا، بودغوريتسا، الجبل الأسود | 49 | الجبل الأسود   | 5–1   | 5–1     | تصفيات بطولة أمم أوروبا 2020   | [ 202 ] |
| 9  | 7 سبتمبر 2019  | ملعب ويمبلي، لندن، إنجلترا                      | 52 | بلغاريا        | 3–0   | 4–0     | تصفيات بطولة أمم أوروبا 2020   | [ 203 ] |
| 10 | 10 سبتمبر 2019 | ملعب ساينت ماري، ساوثهامبتون, إنجلترا           | 53 | كوسوفو         | 1–1   | 5–3     | تصفيات بطولة أمم أوروبا 2020   | [ 204 ] |
| 11 | 14 أكتوبر 2019 | ملعب فاسيل ليفسكي الوطني، صوفيا, بلغاريا        | 55 | بلغاريا        | 4–0   | 6–0     | تصفيات بطولة أمم أوروبا 2020   | [ 205 ] |
| 12 | 14 أكتوبر 2019 | ملعب فاسيل ليفسكي الوطني، صوفيا, بلغاريا        | 55 | بلغاريا        | 5–0   | 6–0     | تصفيات بطولة أمم أوروبا 2020   | [ 205 ] |
| 13 | 5 سبتمبر 2020  | لاوغاردالسفولور، ريكيافيك, آيسلندا              | 57 | آيسلندا        | 1–0   | 1–0     | دوري الأمم الأوروبية 2020–21 أ | [ 206 ] |
| 14 | 25 مارس 2021   | ملعب ويمبلي، لندن، إنجلترا                      | 59 | سان مارينو     | 3–0   | 5–0     | تصفيات كأس العالم 2022         | [ 207 ] |
| 15 | 13 يونيو 2021  | ملعب ويمبلي، لندن، إنجلترا                      | 62 | كرواتيا        | 1–0   | 1–0     | بطولة أمم أوروبا 2020          | [ 208 ] |
| 16 | 22 يونيو 2021  | ملعب ويمبلي، لندن، إنجلترا                      | 64 | جمهورية التشيك | 1–0   | 1–0     | بطولة أمم أوروبا 2020          | [ 209 ] |
| 17 | 29 يونيو 2021  | ملعب ويمبلي، لندن، إنجلترا                      | 65 | ألمانيا        | 1–0   | 2–0     | بطولة أمم أوروبا 2020          | [ 210 ] |

## الإنجازات
مانشستر سيتي
- الدوري الإنجليزي الممتاز: 2017–18، 2018–19، 2020–21، 2021–22[211]
- كأس الاتحاد الإنجليزي: 2018–19[212]
- كأس رابطة الأندية الإنجليزية المحترفة: 2015–16،[213] 2018–19،[214] 2019–20،[215] 2020–21[216]
- درع الاتحاد الإنجليزي: 2019[217]
- دوري أبطال أوروبا الوصيف: 2020–21[218]

 إنجلترا
- دوري الأمم الأوروبية المركز الثالث: 2018–19[219]

الفردية
- أفضل لاعب شاب في ليفربول للموسم: 2013–14،[220] 2014–15[221]
- جائزة الفتى الذهبي: 2014[222]
- دوري أبطال أوروبا تشكيلة مرحلة المجموعات: 2015–16[223]
- دوري أبطال أوروبا تشكيلة الموسم: 2018–19،[224] 2019–20[225]
- لاعب الشهر في الدوري الإنجليزي الممتاز: أغسطس 2016، نوفمبر 2018[211]
- فريق العام من اتحاد لاعبي كرة القدم المحترفين: 2018–19[226]
- جائزة أفضل لاعب شاب في إنجلترا: 2018–19[227]
- جائزة أفضل لاعب في إنجلترا من اتحاد كتاب كرة القدم: 2018–19[228]
- الجائزة البريطانية للتنوع العرقي الرياضي: رياضي العام 2019[229]

الأوسمة
- رتبة الإمبراطورية البريطانية: 2021[177]

## وصلات خارجية
- رحيم ستيرلينغ على موقع الاتحاد الدولي (مؤرشف)  (الإنجليزية)
- رحيم ستيرلينغ على موقع الاتحاد الأوربي (الإنجليزية)
- رحيم ستيرلينغ على موقع إي إس بي إن إف سي (الإنجليزية)
- رحيم ستيرلينغ على موقع قاعدة بيانات كرة القدم.إي يو (الإنجليزية)
- رحيم ستيرلينغ على موقع ليكيب (الفرنسية)
- رحيم ستيرلينغ على موقع ناشيونال فوتبول تيمز (الإنجليزية)
- رحيم ستيرلينغ على موقع Soccerbase.com (لاعب) (الإنجليزية)
- رحيم ستيرلينغ على موقع Soccerway.com (الإنجليزية)
- رحيم ستيرلينغ على موقع عالم كرة القدم.نت (الإنجليزية)
- رحيم ستيرلينغ على موقع كووورة